# F.L.史密斯山
F.L.史密斯山（英語：Mount F. L. Smith）是南極洲的山峰，位於沙克爾頓海岸，屬於亞歷山德拉皇后山脈的一部分，海拔高度2,635米，由英國探險隊發現，現時由南極條約體系管理。